# Леополд, херцог Олбани
Принц Леополд, херцог на Олбани, с рождено име Леополд Джордж Дънкан Албърт (на английски: Leopold George Duncan Albert; * 7 април 1853, Бъкингамски дворец, Лондон; † 28 март 1884, Кан, Южна Франция), е член на британското кралско семейство, син на кралица Виктория и принц Албeрт. Още като бебе му е поставена диагноза хемофилия, което впоследствие довежда до смъртта му.

## Живот

### Произход и детство
Леополд е роден на 7 април 1853 в Бъкингамския дворец, Лондон. Майка му е кралица Виктория, управляващият монарх. Баща му е принц Алберт. По време на раждането кралица Виктория се съгласила да използва хлороформ, с което разрешила употребата на анестезия при раждане. Хлороформът ѝ е предписан от д-р Джон Сноу. Като син на британски монарх Леополд получава титлата Негово Кралско Височество Принц Леополд веднага след раждането си. Родителите му го кръщават Леополд на чичо му Леополд, крал на Белгия. Кръстен е в частен параклис в Бъкингамския дворец на 28 юни 1853 г. от архиепископа на Кентърбъри.
Леополд наследява болестта хемофилия от майка си кралица Виктория и прекарва по-голямата част от детството си почти като инвалид. Съществуват доказателства, че също така е страдал и от лека форма на епилепсия.

### Образование и кариера
През 1872 Леополд постъпва в Оксфорд, където изучава различни предмети и става президент на оксфордския клуб по шахмат. Напуска университета с докторска степен по гражданско право през 1876 г.
Принц Леополд пътува из Европа през 1880, обиколя Канада и Съединените щати заедно със сестра си принцеса Луиза, чийто съпруг Джон Кембъл, 9-и херцог Аргайл, е генерален губернатор на Канада.
Тъй като не може да постъпи в армията заради заболяването си, принц Леополд става покровител на изкуствата и литературата и служи като неофициален секретар на майка си. На 24 май 1881 г. принц Леополд получава титлите херцог на Олбани, граф на Кларънс и граф на Арклоу.

### Брак
Принц Леополд, задушаван от желанието на майка му кралица Виктория да го държи вкъщи, вижда единствената си възможност за независимост в брака. Поради заболяването си от хемофилия той среща известни трудности да си намери съпруга. Една от възможните съпруги, които той обмислял била богатата наследница Дейзи Мейнърд. Обмислял е и брак с Алис Лидъл, дъщерята на вице-канцлера на Оксфорд, за която Луис Карол написал Алиса в Страната на чудесата, макар че според други е харесвал повече сестра ѝ Едит.
Друга кандидатка за негова съпруга била и неговата втора братовчедка принцеса Фредерика; вместо това те стават много добри приятели. Освен нея имало още няколко предполагаеми булки.
След като тези жени го отхвърлят, кралица Виктория се намесва, за да избегне смятаните от нея за неподходящи възможности. Настоявайки, че децата на британските монарси трябва да се оженят за други царуващи протестантски семейства, кралицата предлага среща с принцеса Хелена, дъщеря на Георг Виктор, управляващия принц във Валдек-Пирмонт. На 27 април 1882, Леополд и Хелена се женят. Те се радват на щастлив (макар и кратък) брак. През 1883 Леополд става баща, когато жена му ражда дъщеря им Алис. Той умира малко преди да се роди синът му Чарлз Едуард.

### Късни години
Заради заболяването си принцът отива в Кан по лекарско нареждане през февруари 1884 г. (болката в ставите е често срещан симптом на хемофилията и зимите в Англия са били винаги трудни за Леополд). Съпругата му е бременна по това време и си остава вкъщи, но настоява той да замине. На 27 март принцът се подхлъзва и пада, наранявайки коляното си, а в ранните часове на другия ден умира, най-вероятно в резултат от морфина, който му бил даден и червеното вино, сервирано с вечерята. Погребан е в Уиндзор. Синът му принц Чарлз Едуард, който се ражда след смъртта му, го наследява като 2-ри херцог Олбани.
Умирайки 6 години след по-голямата си сестра Алис, той става второто дете на кралица Виктория, което умира. Майка му го надживява със 17 години, през което време умира още едно от децата ѝ – Алфред.
Чрез сина си Чарлз Едуард, Леополд е прадядо на настоящия крал на Швеция Карл XVI Густаф.

## В изкуството
- В романтичната комедия Кейт и Леополд, героят Леополд е британски херцог, който пътува до Ню Йорк. Той също така носи титлата Херцог Олбани. Въпреки това фамилното му име е Маунтбатън – име, което се появява в кралското семейство благодарение на съпруга на настоящата кралица.